# Giusta e Rufina
Giusta e Rufina erano sorelle e nacquero, secondo quanto tramandatoci, nel 268 e 270, nei dintorni di Siviglia e ivi subirono entrambe il martirio nel 287 sotto il prefetto Diogeniano. Solo santa Giusta si trova citata nel Martyrologium Hieronymianum.

## Tradizione
Giusta (la Giusta) e Rufina (dai capelli rossi) nacquero in una povera famiglia cristiana; già da bambine aiutavano i loro genitori nella produzione di vasi di ceramica raffinati, che vendevano anche sui mercati. Esse dedicavano il loro tempo a far conoscere al prossimo il Vangelo.
Quando un giorno ebbe luogo la festa pagana annuale in onore della dea Venere, ove si commemorava la morte di Adone, i pagani, portando l'idolo Slambò,  percorrevano le vie chiedendo contributi per il finanziamento della festa. Alle due sorelle furono richiesti vasi per i fiori che avrebbero adornato i "giardini di Adone". La due sorelle non solo si rifiutarono, sostenendo che la richiesta era contraria alla loro fede, ma ridussero in pezzi l'idolo, il che fece imbestialire i fedeli che si gettarono loro contro. Diogeniano ordinò il loro arresto e cercò d'incoraggiarle ad abbandonare il loro credo cristiano, se non volevano subire il martirio. Giusta e Rufina rifiutarono, nonostante le minacce. Esse furono torturate con uncini di ferro, ma, visto che resistevano, il prefetto le fece imprigionare in una cella, privandole sia di cibo che di acqua. Dovettero poi marciare a piedi nudi fino alla Sierra Morena, ma Giusta e Rufina sopravvissero ancora. Furono quindi nuovamente imprigionate senza cibo né acqua. La prima delle due a morire di fame e di sete fu Giusta: il suo corpo fu gettato in un pozzo dove, più avanti, verrà recuperato dal vescovo Sabino.
Morta Giusta, Diogeniano credette che Rufina avrebbe più facilmente abbandonato la sua fede, ma non fu così. Egli quindi decise di gettarla nell'arena per farla divorare da un leone, il quale però le si avvicinò e si mise a leccarle i vestiti. Il prefetto la fece allora sgozzare e ne fece bruciare il corpo. Come per Giusta, il vescovo Sabino riuscì a recuperarne i resti, che fece interrare insieme a quelli della sorella: era l'anno 287.

## Canonizzazione
Visto il loro straordinario fervore, esse furono canonizzate. Divennero le sante patrone di Siviglia e delle corporazioni dei pentolai e dei ceramisti. Esse sono anche venerate come patrone in altre località, come Orihuela, nella provincia di Alicante: secondo la leggenda le due sante sarebbero apparse, sotto forma di due luci, in cima alle montagne, dopo la vittoria cristiana sui musulmani. Esse sono inoltre patrone di Payo de Ojeda (provincia di Palencia), di Huete (provincia di Cuenca) e di Maluenda (provincia di Saragozza).

## Venerazione a Siviglia
Le sante Giusta e Rufina sono particolarmente venerate a Siviglia. La tradizione ne fa le protettrici della Giralda e della Cattedrale, considerando che, grazie alle preghiere d'intercessione, esse la protessero dai sismi del 1504, del 1655 e dal terremoto di Lisbona del 1755. Così esse sono abitualmente rappresentate con la Giralda, con foglie di palma (attributo dei martiri nell'iconografia cristiana) e oggetti di argilla (in riferimento alla loro attività lavorativa). Nella cattedrale, l'altare più vicino alla Giralda è dedicato alle due sante. Si trovano sculture che le rappresentano nella chiesa di San Salvatore, opere di Pedro Duque y Cornejo (1728). Una cappella è loro dedicata nella chiesa di Sant'Anna e una statua che le rappresenta nella cappella del Carmelo, nel quartiere Triana.
Esse vengono celebrate il 17 luglio a Siviglia e il 19 nel resto della Spagna.

## Rappresentazioni
Numerosi artisti spagnoli hanno rappresentato le due sante, insieme o da sole:

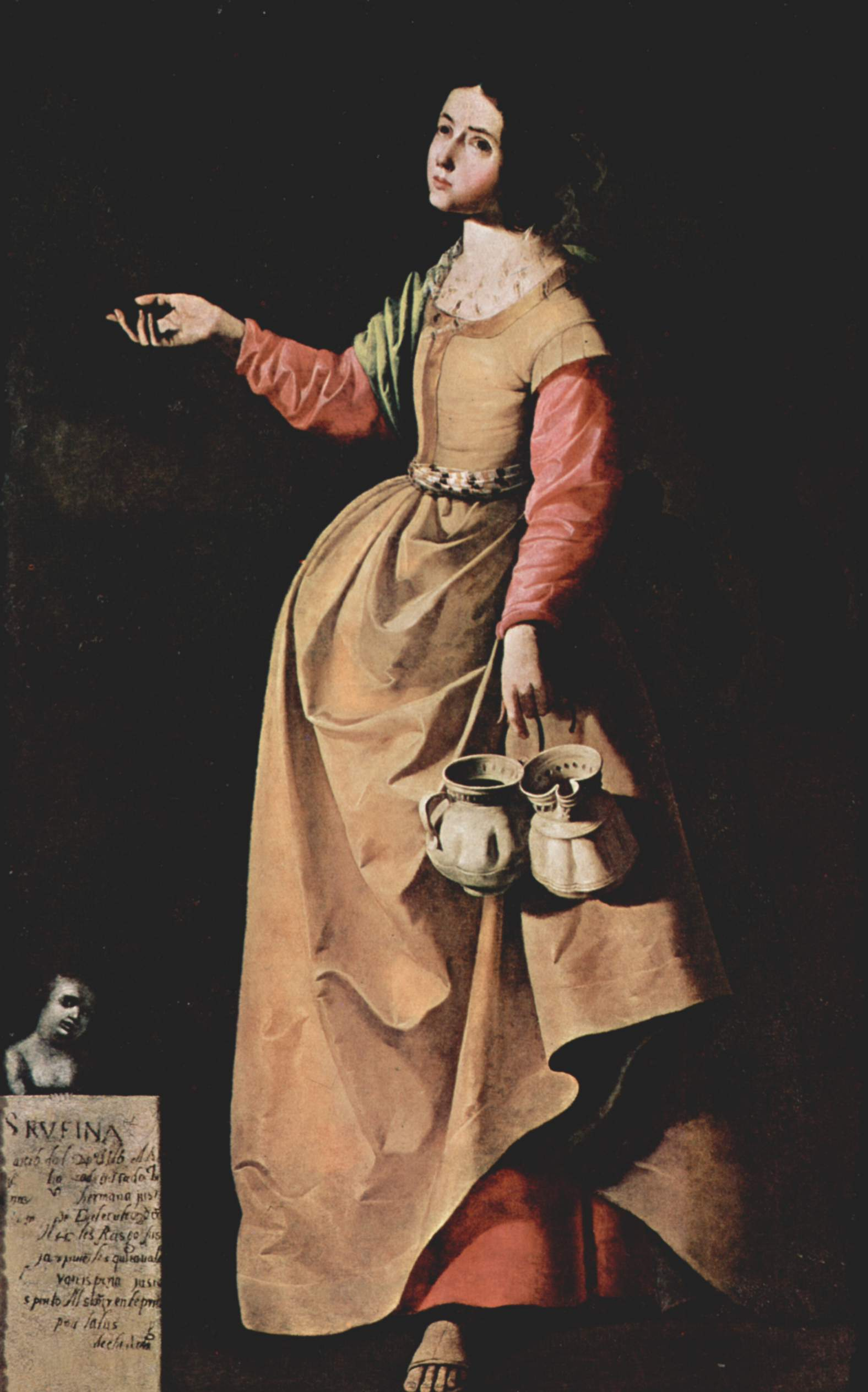
Santa Rufina dipinta da Francisco de Zurbarán (Museo del Prado)
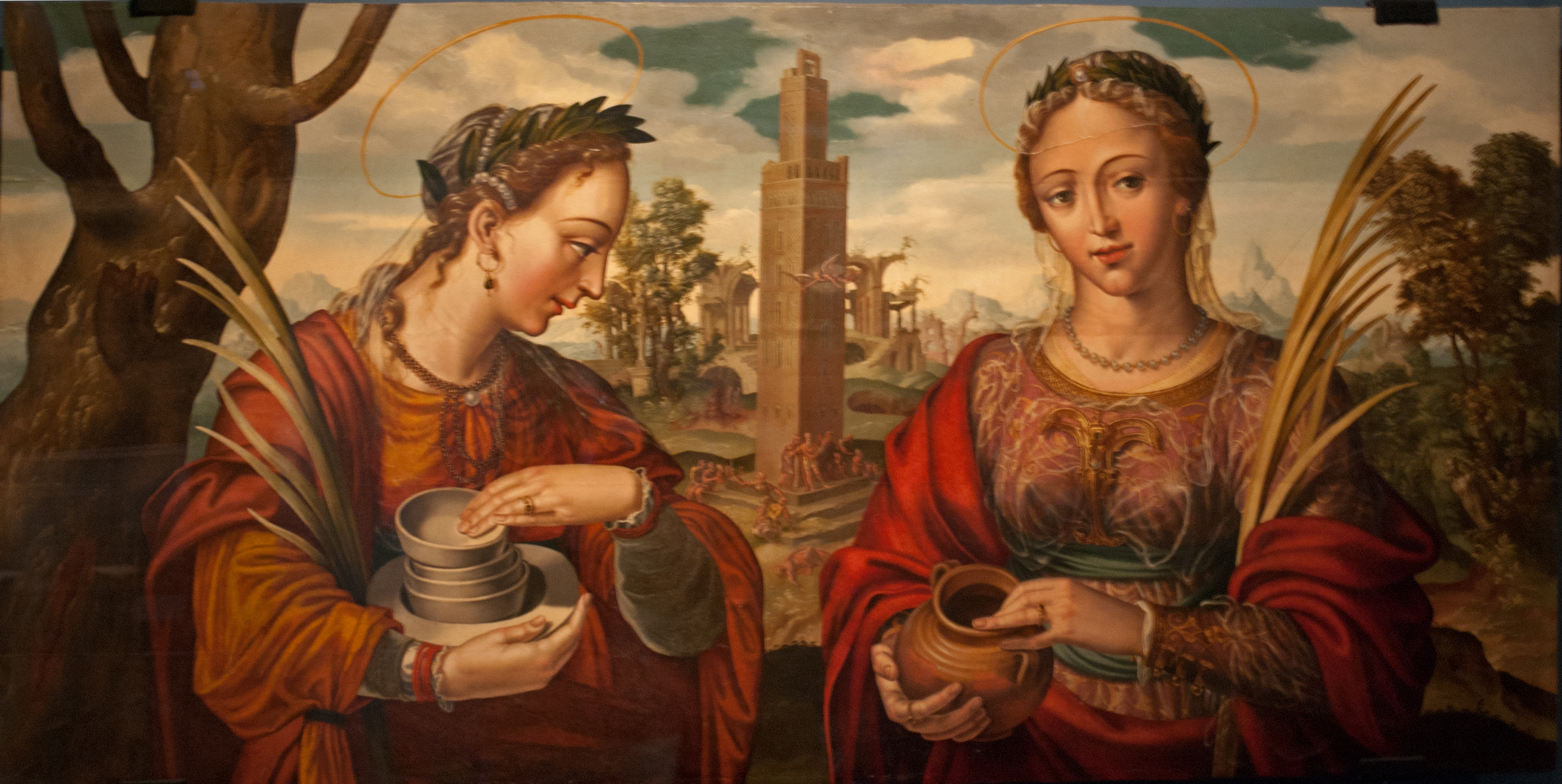
Sante Giusta e Rufina di Hernando de Esturmio (Retablo della cappella degli Evangelisti nella Cattedrale di Siviglia)
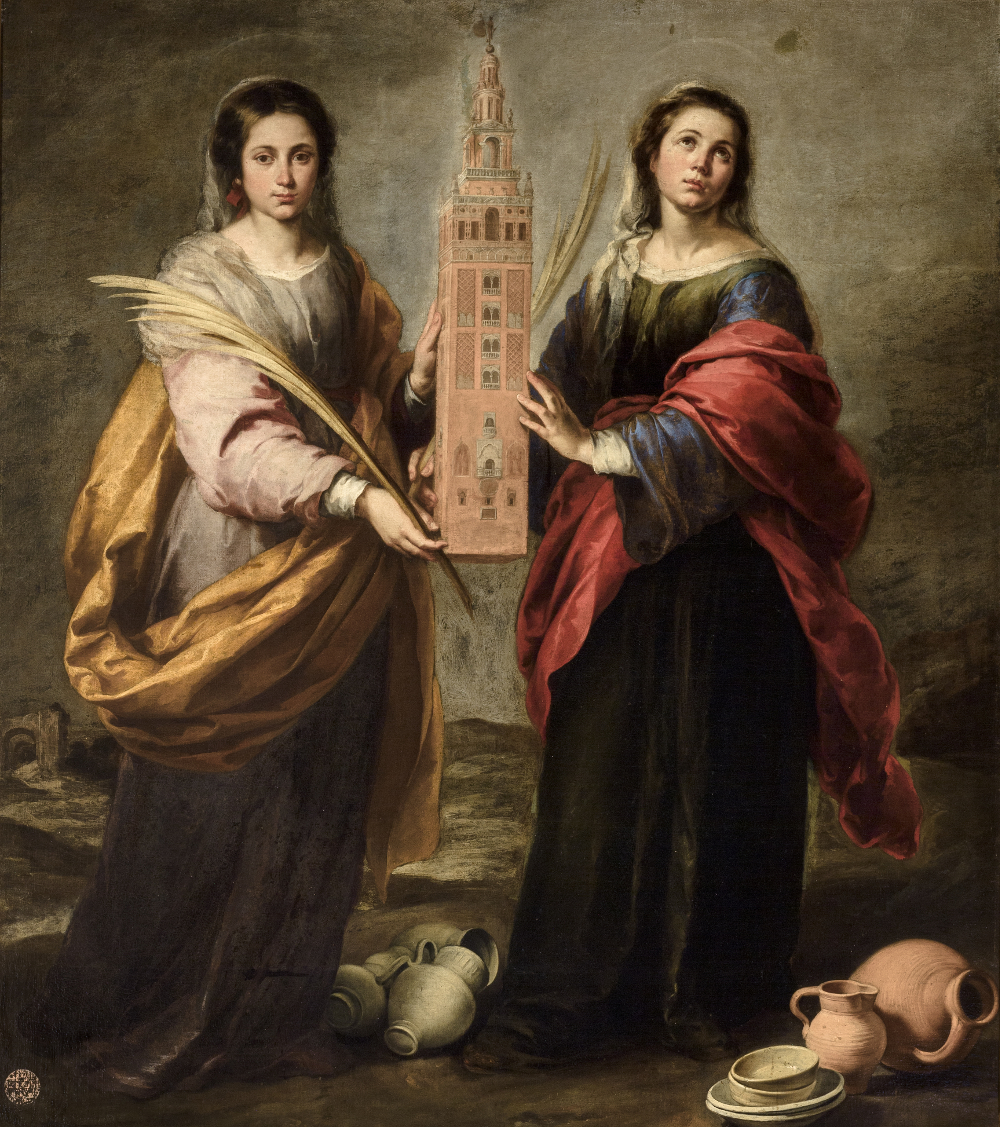
Sante Giusta e Rufina di Bartolomé Esteban Murillo (Museo delle Belle Arti di Siviglia)
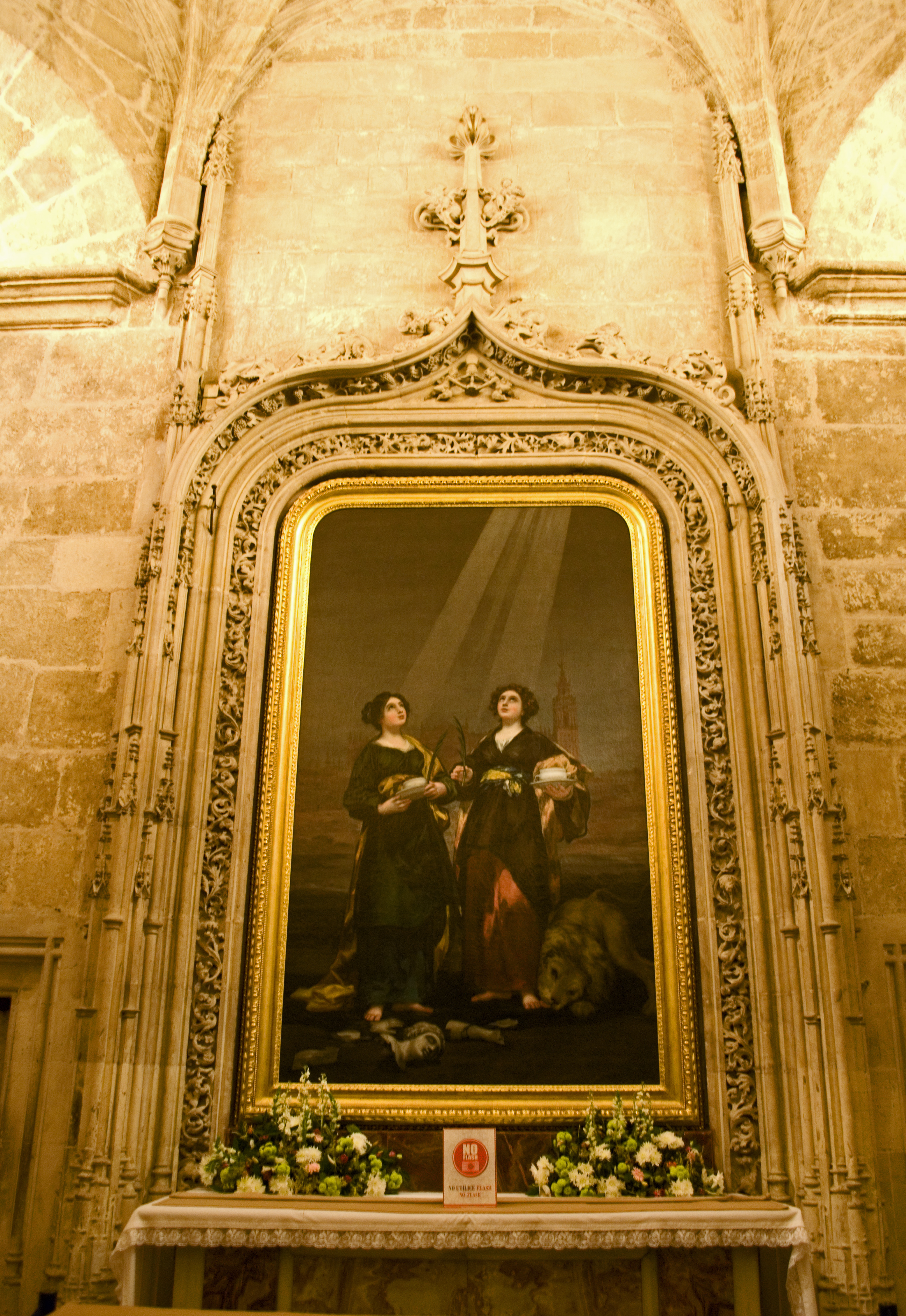
Sante Giusta e Rufina di Francisco Goya (Sacrestia de los cálices della Cattedrale di Siviglia)
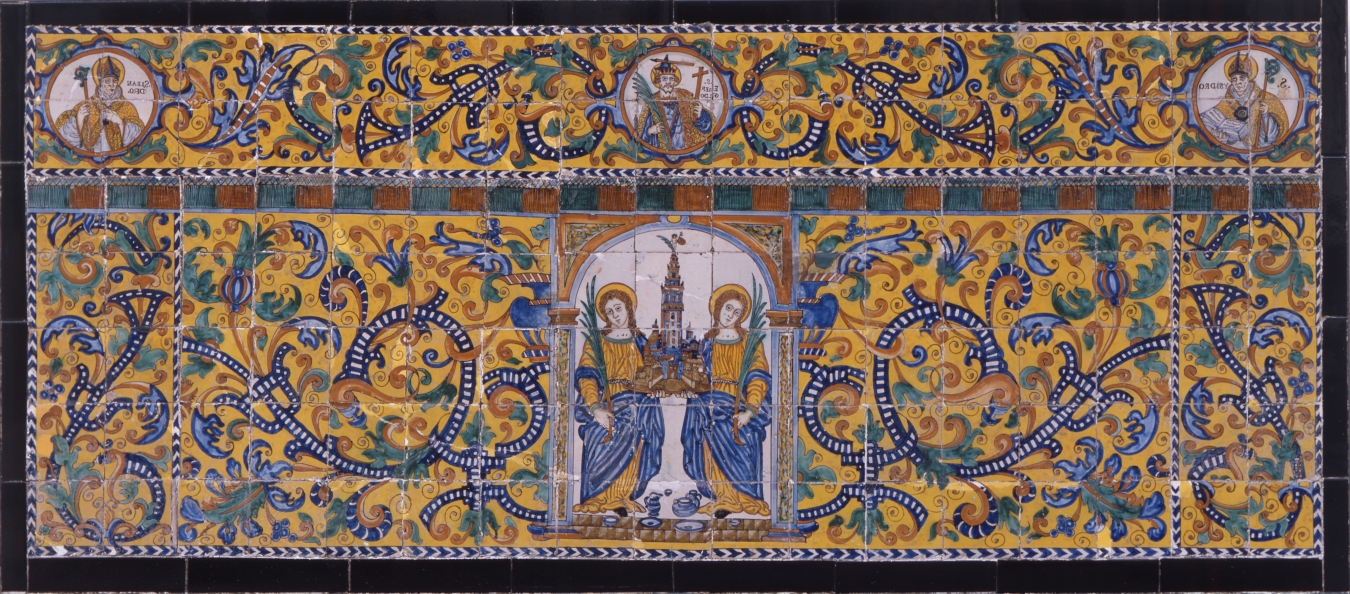
Ceramica del 1600 di Hernando de Valladares rappresentante le Sante Giusta e Rufina (Museo delle Belle Arti di Siviglia)
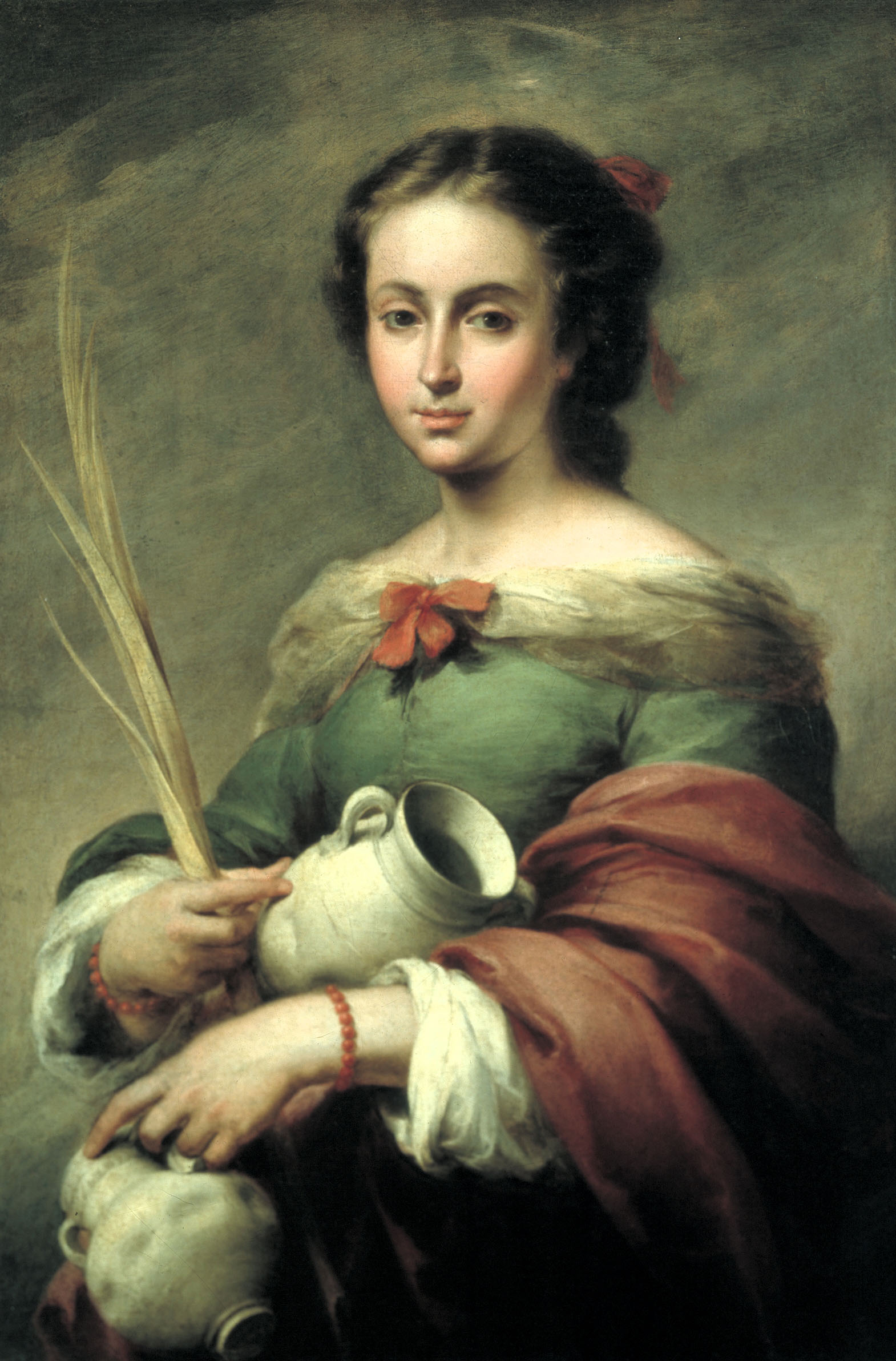
Santa Rufina di Bartolomé Esteban Murillo (Meadows Museum, Dallas)
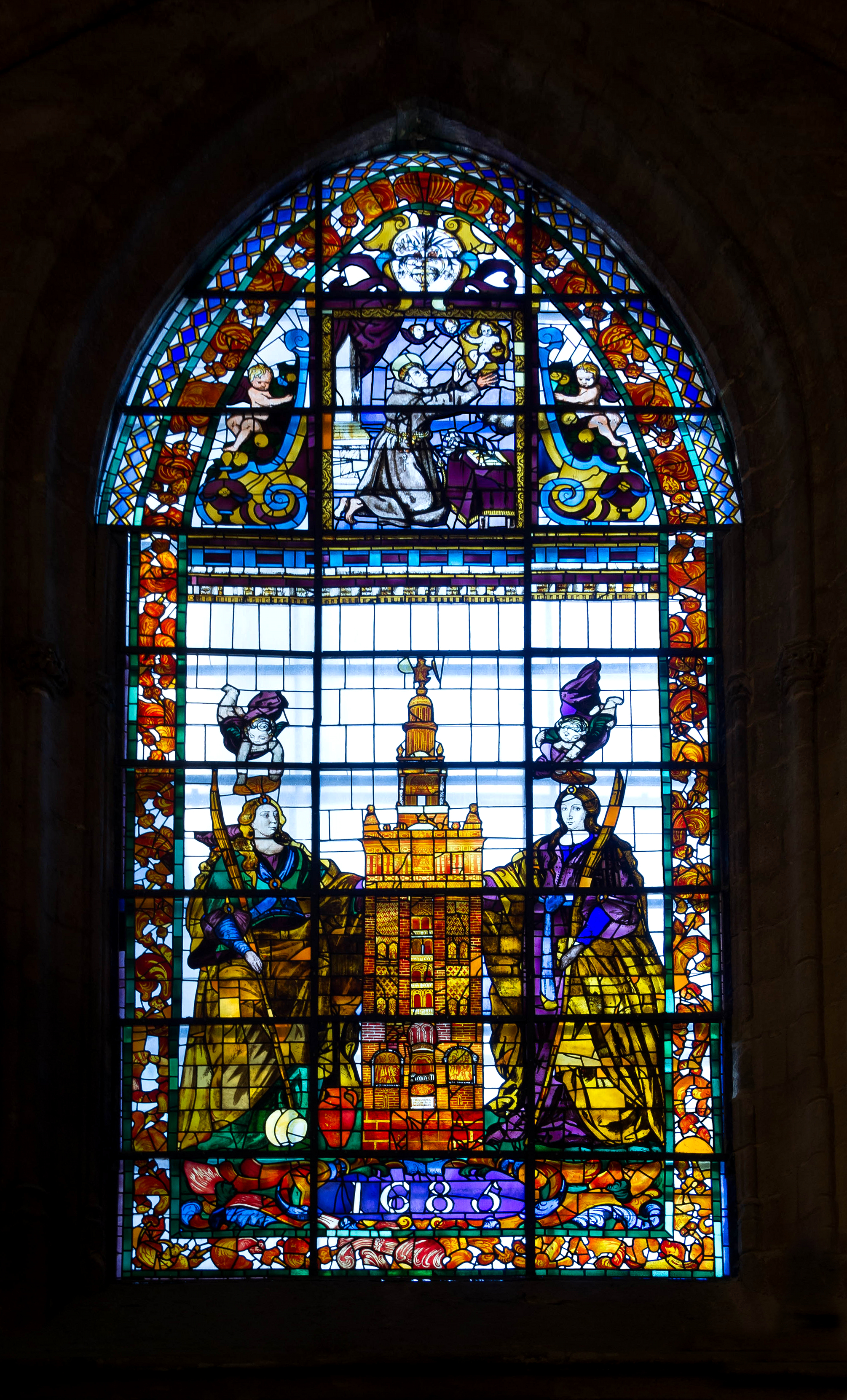
Vetrata nella cattedrale di Siviglia (1685)
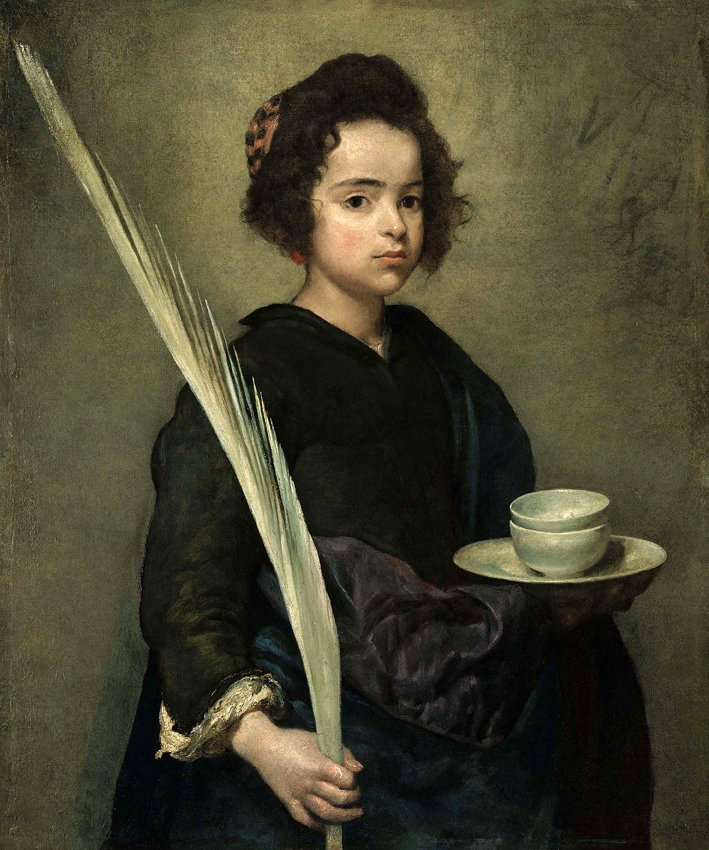
Santa Rufina di Diego Velázquez, Fondazione Focus-Albengoa, Hospital de los Venerables, Siviglia